# Peter Krause
Peter Krause (Alexandria, Minnesota, 12 de agosto de 1965) es un actor estadounidense de cine y televisión.
En la preparatoria, una lesión frustró su carrera de atleta y así empezó a interesarse por el teatro. Estudió en la New York University.
Tras hacer diversos papeles en cine, teatro y televisión, en los últimos años ha recibido varios galardones, nominaciones y buenas críticas por su papel de Nate en la serie Six Feet Under. Aunque al principio le cogieron para hacer el papel de David Fisher al final consiguió el papel de Nate Fisher el hermano mayor. 
En teatro protagonizó la obra de Arthur Miller After the Fall sobre los escenarios de Broadway en 2004.
Tiene un hijo, Roman Krause King, nacido en noviembre de 2001 de su relación con Christine King.

## Filmografía
- 9-1-1 (2018 - 2025)
- The Catch (2016) (TV)
- Beastly (2011)
- Parenthood (2010)(TV)
- Dirty Sexy Money (2008) (TV)
- Cívic Duty (2006)
- La habitación perdida (2006) (TV)
- We Don't Live Here Anymore (2004) (cine)
- A dos metros bajo tierra (2001/2005) (TV)
- It's a Shame About Ray (2000)
- Sports Night (1998) (TV)
- The Truman Show (1998)
- My Engagement Party (1998)
- Lovelife (1997)
- Melting Pot (1997)